# Мирзино јато
Мирзино јато је некадашња југословенска диско-поп група из Сарајева. Група је настала крајем 1970их под утицајем немачке диско групе Бони Ем. Групу су чинили Мирза Алијагић, Зузи Зумрета Миџић и Гордана Ивандић. Мирзино јато је објавило два албума, „Шећер и мед“ (1979) и „Најслађи роде“ (1983). Све песме за групу је написао Сеад Липовача из Дивљих јагода. Једини хит групе постала је песма „Апсолутно твој“ са албума „Шећер и мед“.
Мирза Алијагић је каријеру наставио као бас у сарајевској опери, Гордана Ивандић (сестра бубњара Бијелог дугмета Горана Ивандића) је постала певачица групе Макадам.
2024. године издаје се албум под називом „King is Back” у издању Croatia Records, после више година припрема за повратак.

## Фестивали
- 1980. Ваш шлагер сезоне, Сарајево - Ја бих да ме друга мази
- 1999. Међународни фестивал Форте, Сарајево - Ока два гарава